# Lista över småplaneter (24001–24500)
Detta är en lista över numrerade småplaneter, nummer 24001–24500.
|     | 24000         | 24100           | 24200          | 24300          | 24400           |
| --- | ------------- | --------------- | -------------- | -------------- | --------------- |
| 1   | 1999 RK34     | Cassini         | Davidkeith     | 1999 XZ233     | 2000 AS192      |
| 2   | 1999 RR35     | Jacquescassini  | 1999 XR42      | 1999 XP242     | 2000 AT192      |
| 3   | 1999 RG36     | Dethury         | 1999 XA46      | Michaelrice    | 2000 AX193      |
| 4   | 1999 RQ57     | Vinissac        | Trinkle        | Lynnrice       | 2000 AB194      |
| 5   | Eddieozawa    | Broughton       | 1999 XC48      | Darrellparnell | 2000 AT197      |
| 6   | 1999 RQ86     | 1999 VA12       | Mariealoia     | 1999 YE5       | 2000 AR199      |
| 7   | 1999 RE91     | 1999 VS19       | 1999 XJ49      | 1999 YB7       | 2000 AJ200      |
| 8   | 1999 RF94     | 1999 VL20       | Stelguerrero   | Cowenco        | 2000 AH214      |
| 9   | 1999 RX98     | 1999 VO20       | 1999 XM51      | 1999 YF9       | Caninquinn      |
| 10  | Stovall       | 1999 VP20       | Handsberry     | 1999 YT9       | Juliewalker     |
| 11  | 1999 RR109    | 1999 VY22       | Barbarawood    | 1999 YS15      | 2000 AU240      |
| 12  | 1999 RO111    | 1999 VO23       | 1999 XW59      | 1999 YO22      | 2000 AM243      |
| 13  | 1999 RR113    | 1999 VQ23       | 1999 XA61      | 1999 YR27      | 2000 AN243      |
| 14  | 1999 RB118    | 1999 VV23       | Jonchristo     | 2000 AQ2       | 2000 AJ246      |
| 15  | Pascalepinner | 1999 VH24       | Jongastel      | 2000 AV4       | 2000 AA251      |
| 16  | 1999 RK126    | 1999 VK24       | 1999 XR68      | Anncooper      | 2000 BF2        |
| 17  | 1999 RN126    | 1999 VQ26       | Paulroeder     | Pukarhamal     | 2000 BK5        |
| 18  | 1999 RU134    | Babazadeh       | Linfrederick   | Vivianlee      | 2000 BA7        |
| 19  | Jeremygasper  | Katherinrose    | Chrisodom      | 2000 AY15      | 2000 BE16       |
| 20  | 1999 RV142    | Jeremyblum      | 1999 XJ72      | 2000 AS17      | 2000 BU22       |
| 21  | Yocum         | Achandran       | 1999 XT73      | 2000 AO23      | Djorgovski      |
| 22  | 1999 RA144    | 1999 VW34       | 1999 XW74      | 2000 AM43      | Helentressa     |
| 23  | 1999 RX147    | Timothychang    | 1999 XR76      | 2000 AW49      | 2000 CR3        |
| 24  | Lynnejohnson  | Dozier          | Matthewdavis   | 2000 AT51      | 2000 CS5        |
| 25  | Kimwallin     | Sapphozoe       | 1999 XV80      | Kaleighanne    | 2000 CW6        |
| 26  | Pusateri      | Gudjonson       | Sekhsaria      | 2000 AS53      | 2000 CR12       |
| 27  | Downs         | 1999 VZ52       | 1999 XU86      | 2000 AB54      | 2000 CN21       |
| 28  | Veronicaduys  | Hipsman         | 1999 XC87      | Thomasburr     | 2000 CZ26       |
| 29  | 1999 RT198    | Oliviahu        | 1999 XC90      | 2000 AR56      | 2000 CV27       |
| 30  | 1999 RT206    | Alexhuang       | 1999 XE90      | 2000 AC66      | 2000 CN35       |
| 31  | 1999 RV207    | Jonathuggins    | 1999 XN91      | Alyshaowen     | 2000 CR45       |
| 32  | Aimeemcarthy  | 1999 VS67       | Lanthrum       | Shaunalinn     | Elizamcnitt     |
| 33  | 1999 RY238    | Chunkaikao      | 1999 XD94      | Petermassey    | 2000 CF83       |
| 34  | 1999 SF2      | Cliffordkim     | 1999 XA95      | Conard         | Josephhoscheidt |
| 35  | 1999 SJ2      | Lisann          | 1999 XK95      | 2000 AG76      | 2000 DN         |
| 36  | 1999 SP4      | 1999 VL72       | Danielberger   | 2000 AD77      | 2000 ES56       |
| 37  | 1999 SB7      | 1999 VP72       | 1999 XL97      | Johannessen    | 2000 EW93       |
| 38  | 1999 SL8      | Benjaminlu      | Adkerson       | 2000 AE80      | Michaeloy       |
| 39  | 1999 SS8      | Brianmcarthy    | Paulinehiga    | 2000 AK84      | Yanney          |
| 40  | 1999 ST8      | Evanmirts       | Tinagal        | 2000 AP84      | 2000 FB1        |
| 41  | 1999 SO10     | 1999 VN113      | 1999 XK100     | 2000 AJ87      | 2000 FM29       |
| 42  | 1999 SY11     | 1999 VP114      | 1999 XY100     | 2000 AV87      | 2000 GM122      |
| 43  | 1999 SD13     | 1999 VY124      | 1999 XL101     | 2000 AS88      | 2000 OG         |
| 44  | Caballo       | Philipmocz      | 1999 XY101     | Brianbarnett   | 2000 OP32       |
| 45  | Unruh         | 1999 VD154      | Ezratty        | Llaverias      | 2000 PM8        |
| 46  | Malovany      | Benjamueller    | 1999 XC102     | Lehienphan     | 2000 PR25       |
| 47  | 1999 TD6      | Stefanmuller    | 1999 XD105     | Arthurkuan     | 2000 QY1        |
| 48  | Pedroduque    | Mychajliw       | 1999 XU105     | 2000 AO102     | 2000 QE42       |
| 49  | 1999 TZ18     | Raghavan        | Bobbiolson     | 2000 AA103     | 2000 QL63       |
| 50  | 1999 TZ25     | 1999 VN174      | Luteolson      | 2000 AJ103     | Victorchang     |
| 51  | Hadinger      | 1999 VR184      | 1999 XL117     | Fionawood      | 2000 QS104      |
| 52  | Nguyen        | Ramasesh        | 1999 XW117     | Kapilrama      | 2000 QU167      |
| 53  | Shinichiro    | Davidalex       | 1999 XX120     | Patrickhsu     | 2000 QG173      |
| 54  | 1999 TZ37     | Ayonsen         | 1999 XB122     | Caz            | 2000 QF198      |
| 55  | 1999 TX71     | Serganov        | 1999 XR124     | 2000 AJ111     | 2000 QF222      |
| 56  | 1999 TT73     | Hamsasridhar    | 1999 XZ125     | 2000 AO114     | 2000 RO25       |
| 57  | 1999 TG76     | Toshiyanagisawa | 1999 XQ126     | 2000 AC115     | 2000 RX76       |
| 58  | 1999 TR89     | Kokubo          | 1999 XH127     | 2000 AV117     | 2000 RP100      |
| 59  | Halverson     | Shigetakahashi  | Chriswalker    | 2000 AS118     | 2000 RF103      |
| 60  | Schimenti     | 1999 VS207      | Kriváň         | 2000 AG120     | 2000 RF105      |
| 61  | 1999 TS100    | 1999 VU219      | Judilegault    | 2000 AK120     | 2000 SZ3        |
| 62  | Hardister     | Askaci          | 1999 XG133     | 2000 AR120     | 2000 SS107      |
| 63  | Nanwoodward   | 1999 WT1        | 1999 XL133     | 2000 AH121     | 2000 SO123      |
| 64  | 1999 TK119    | 1999 WM3        | 1999 XL143     | 2000 AK121     | Williamkalb     |
| 65  | Barbfriedman  | 1999 WQ3        | Banthonytwarog | 2000 AE124     | 2000 SX155      |
| 66  | Eriksorensen  | 1999 WW3        | 1999 XE144     | 2000 AY124     | 2000 SC156      |
| 67  | 1999 TW152    | 1999 WC4        | 1999 XU144     | 2000 AC126     | 2000 SS165      |
| 68  | Simonsen      | Hexlein         | Charconley     | 2000 AQ127     | 2000 SY221      |
| 69  | Barbarapener  | 1999 WQ11       | Kittappa       | Evanichols     | 2000 SN287      |
| 70  | Toniwest      | 1999 WB13       | Dougskinner    | Marywang       | 2000 SJ310      |
| 71  | 1999 TS174    | 1999 XE1        | 1999 XR159     | 2000 AC140     | 2000 SH313      |
| 72  | 1999 TL192    | 1999 XG1        | 1999 XE165     | Timobauman     | 2000 SY317      |
| 73  | 1999 TB198    | SLAS            | 1999 XO166     | 2000 AN143     | 2000 UK98       |
| 74  | Thomasjohnson | 1999 XZ4        | Alliswheeler   | 2000 AV143     | Ananthram       |
| 75  | 1999 TY209    | 1999 XD5        | 1999 XW167     | 2000 AU144     | 2000 VN2        |
| 76  | 1999 TL223    | 1999 XP6        | 1999 XO169     | Ramesh         | 2000 WE68       |
| 77  | 1999 TD233    | 1999 XJ7        | Schoch         | 2000 AO154     | 2000 WH87       |
| 78  | 1999 TJ240    | 1999 XL7        | Davidgreen     | Katelyngibbs   | 2000 WC145      |
| 79  | 1999 TH246    | 1999 XS7        | 1999 XR171     | 2000 AW158     | 2000 WU157      |
| 80  | 1999 TU247    | 1999 XH8        | Rohenderson    | 2000 AA160     | 2000 WA191      |
| 81  | 1999 TY247    | 1999 XN8        | 1999 XT174     | 2000 AA166     | 2000 XO9        |
| 82  | 1999 TD248    | 1999 XP11       | 1999 XB179     | 2000 AG169     | 2000 XV49       |
| 83  | 1999 TM283    | 1999 XV11       | 1999 XE179     | 2000 AC170     | 2000 XK50       |
| 84  | Teresaswiger  | 1999 XS13       | 1999 XJ183     | 2000 AR171     | Chester         |
| 85  | 1999 TM291    | 1999 XM14       | 1999 XC188     | Katcagen       | 2000 YL102      |
| 86  | 1999 UT       | Shivanisud      | 1999 XU188     | McLindon       | 2000 YR102      |
| 87  | Ciambetti     | 1999 XO18       | 1999 XC189     | Trettel        | 2000 YT105      |
| 88  | 1999 UQ5      | Matthewage      | 1999 XR189     | 2000 AB175     | Eliebochner     |
| 89  | 1999 UW7      | Lewasserman     | Anthonypalma   | 2000 AA177     | 2000 YC117      |
| 90  | 1999 UY8      | Xiaoyunyin      | 1999 XS190     | 2000 AD177     | 2000 YK122      |
| 91  | 1999 UC9      | Qiaochuyuan     | 1999 XJ191     | 2000 AU178     | 2000 YT123      |
| 92  | 1999 UU13     | 1999 XM30       | Susanragan     | 2000 AD179     | Nathanmonroe    |
| 93  | Tomoyamaguchi | 1999 XF32       | 1999 XW191     | 2000 AG183     | McCommon        |
| 94  | 1999 UN60     | Paľuš           | 1999 XE193     | 2000 AD186     | Megmoulding     |
| 95  | 1999 VN       | 1999 XD36       | 1999 XX200     | 2000 AR186     | 2001 AV1        |
| 96  | 1999 VQ2      | 1999 XG37       | Marychristie   | 2000 AS186     | 2001 AV17       |
| 97  | 1999 VB6      | 1999 XP37       | Jonbach        | Parkerowan     | 2001 AE18       |
| 98  | 1999 VC7      | Xiaomengzeng    | 1999 XC221     | 2000 AZ187     | 2001 AC25       |
| 99  | 1999 VF8      | Tsarevsky       | 1999 XE221     | 2000 AB188     | 2001 AL30       |
| 100 | 1999 VH8      | Peterbrooks     | 1999 XX223     | 2000 AF192     | 2001 AX33       |
|     | 24100         | 24200           | 24300          | 24400          | 24500           |